# Ernesto Gómez Muñoz
Ernesto Gómez Muñoz (Albolote, Granada, 18 de julio de 1994) es un futbolista español que juega como centrocampista en la U. D. Ibiza de la Primera Federación.

## Trayectoria
Formado en el Málaga C. F., jugó en los inicios de su carrera en el San Fernando C. D., el Atlético Malagueño, el Arroyo C. P., el Caudal Deportivo y el Real Oviedo Vetusta. Con este último llegó al tramo final de la temporada 2018-19 habiendo anotado quince goles.
En julio de 2019 se confirmó su fichaje por la Agrupación Deportiva Alcorcón, firmando por tres temporadas para reforzar la parcela ofensiva del conjunto alfarero. De este equipo se marchó al Burgos C. F. en 2021, regresando el 18 de agosto del año siguiente para iniciar su segunda etapa en el club. Esta duró una temporada en la que, con cuatro goles, contribuyó al ascenso a la Segunda División.
El 26 de julio de 2023 se anunció su incorporación a la S. D. Ponferradina. Estuvo un par de campañas, en las que jugó más de sesenta partidos, y en julio de 2025 fichó por la U. D. Ibiza.

## Clubes
| Club                        | País   | Año       | Partidos | Goles |
| --------------------------- | ------ | --------- | -------- | ----- |
| San Fernando C. D. (cesión) | España | 2013-2014 | 24       | 1     |
| Atlético Malagueño          | España | 2014-2015 | 29       | 2     |
| Arroyo C. P.                | España | 2015-2016 | 33       | 11    |
| Caudal Deportivo            | España | 2016-2017 | 27       | 1     |
| Real Oviedo Vetusta         | España | 2018-2019 | 33       | 15    |
| A. D. Alcorcón              | España | 2019-2021 | 62       | 5     |
| Burgos C. F.                | España | 2021-2022 | 31       | 1     |
| A. D. Alcorcón              | España | 2022-2023 | 35       | 4     |
| S. D. Ponferradina          | España | 2023-2025 | 62       | 4     |
| U. D. Ibiza                 | España | 2025-     |          |       |